# جاناتان مرغ دریایی (فیلم)
جاناتان مرغ دریایی (به انگلیسی: Jonathan Livingston Seagull) فیلمی به کارگردانی هال بارتلت است که در سال ۱۹۷۳ منتشر شد. از صدابازیگران آن می‌توان به جولیت میل، هال هالبروک، دوروتی مک‌گوایر و فیلیپ آن اشاره کرد.

## افتخارات و جوایز
این فیلم در سال 1973 نامزد جایزه اسکار بهترین فیلمبرداری (برای جک کوفر) و بهترین تدوین فیلم (برای فرانک پی کلر و جیمز گالووی) شد.